# 이필곤
이필곤(李弼坤, 1941년 11월 28일 ~ , 서울)은 대한민국의 기업인이자 언론인, 관료이다.
서울대학교 경제학과를 졸업하고 삼성물산에 입사한 후, 삼성물산 대표이사 총괄부회장, 대한태권도협회 회장, 삼성중국본사 대표이사 회장, 서울특별시 부시장, 중앙일보 대표이사 사장, 삼성신용카드 대표이사 회장, 삼성자동차 대표이사 회장, 알티캐스트 회장 등을 지냈다.

## 학력
- 서울고등학교 졸업
- 서울대학교 경제학 학사

## 참고
| 전임 강덕기 | 제33대 서울특별시 행정제1부시장 1998년 7월 1일 ~ 1999년 8월 5일 | 후임 강홍빈 |